# Uber Gradella
Uber Gradella (Mantova, 14 de junho de 1921 –– Roma, 6 de janeiro de 2015) foi um futebolista italiano que atuava como goleiro. 
Gradella ficou conhecido principalmente durante suas duas passagens pela Lazio, onde se tornou um grande ídolo da torcida biancocelesti, tendo se recusado a assinar com outra equipe quando foi dispensado pela direção aos 28 anos. Uber também chegaria a participar de um documentário da BBC intitulado como Fascism and Football (em tradução livre, Fascismo e futebol),[carece de fontes?] que fala sobre a influência fascista no futebol italiano na época.

## Carreira
Nascido em Mantova, Gradella iniciou sua carreira como goleiro nas categorias de base do clube local que leva o mesmo nome da cidade.[carece de fontes?] Mesmo extremamente baixo para a função, medindo apenas um metro e 74 centímetros, seria introduzido ao elenco principal do Mantova com apenas dezesseis anos, quando este disputava a Serie C. Acabaria sendo também sua única temporada no clube, quando se transferiu para o Verona. Em sua primeira temporada no clube, seria reserva, mas na segunda, assumiria a condição de titular, disputando 33 partidas na Serie B.
Mesmo o Hellas tendo terminado numa modesta décima terceira posição, suas grandes defesas lhe renderam uma transferência para a Lazio, quando tinha dezenove anos. Neste, onde faria grande amizade com o ídolo Silvio Piola, estreou no empate em 2 x 2 contra a Juventus. Disputaria em sua primeira temporada 21 partidas pelo campeonato, mostrando grande segurança em suas defesas.[carece de fontes?] Nas duas seguintes, disputaria 29 e 25 partidas, respectivamente. Essas atuações lhe renderiam uma convocação para a Seleção Italiana quando ainda era treinada pelo lendário Vittorio Pozzo, mas não tendo atuado.[carece de fontes?]
Com o agravamento da Segunda Guerra Mundial, acabaria disputando apenas duas partidas em 1944 e, acabou tendo que se transferir para o inexpressivo Biellese, o qual não disputaria nenhuma partida (nem mesmo amistosa) durante este período, tendo retornado para sua Lazio na seguinte. Curiosamente, a Segunda Guerra fora responsável por seu único título durante sua passagem pela Lazio, o Campeonato Romano de Guerra, disputado por causa da paralisação do campeonato italiano.
Após retornar, disputaria inicialmente dezenove partidas. Na temporada seguinte, disputaria apenas doze. Voltaria a atuar com frequência na terceira, quando disputou 35 partidas. Porém, em sua quarta e última temporada desde seu retorno, sofreria uma grave lesão no joelho esquerdo: durante uma partida contra a Atalanta, no início de 1949, na qual, faltando apenas dois minutos para o término da partida, Gradella faria uma grande defesa em bola rasteira, mas sete jogadores adversários cairiam sobre ele, torcendo seu joelho. Uber, que garantiu o empate em 1 x 1 com a defesa, ainda permaneceria em campo até o apito final.[carece de fontes?] Após retornar da lesão, acabaria sendo preterido na equipe titular por  Lucidio Sentimenti, que fora contrato para substituí-lo. Ao término da temporada, Uber seria dispensado pela direção. Demonstrando sua paixão pela equipe, se recusou a se transferir para outro clube e, acabou abandonando seu carreira profissional com apenas 28 anos, tendo disputado 170 partidas pela equipe.